# Hemioplisis unicata
Hemioplisis unicata är en fjärilsart som beskrevs av Walker 1860. Hemioplisis unicata ingår i släktet Hemioplisis och familjen mätare. Inga underarter finns listade i Catalogue of Life.